# Verbandsgemeinde Wonnegau
Die Verbandsgemeinde Wonnegau ist eine Gebietskörperschaft im Landkreis Alzey-Worms in Rheinland-Pfalz. Der Verbandsgemeinde gehören die Stadt Osthofen sowie zehn weitere Ortsgemeinden an. Der Verwaltungssitz ist nach Abschluss der Renovierungsarbeiten in Osthofen; eine zweite Verwaltungsstelle wurde in Westhofen eingerichtet.
Die Verbandsgemeinde entstand am 1. Juli 2014 aus der Verbandsgemeinde Westhofen und der bislang verbandsfreien Stadt Osthofen. Sie wurde nach der gleichnamigen Region in Rheinhessen benannt.

## Verbandsangehörige Gemeinden
| Ortsgemeinde, Stadt       | Fläche (km²) | Einwohner |
| ------------------------- | ------------ | --------- |
| Bechtheim                 | 13,34        | 1.821     |
| Bermersheim               | 2,32         | 345       |
| Dittelsheim-Heßloch       | 13,84        | 2.170     |
| Frettenheim               | 2,74         | 320       |
| Gundersheim               | 8,64         | 1.548     |
| Gundheim                  | 4,61         | 979       |
| Hangen-Weisheim           | 4,60         | 424       |
| Hochborn                  | 3,56         | 413       |
| Monzernheim               | 3,95         | 539       |
| Osthofen, Stadt           | 18,63        | 9.833     |
| Westhofen                 | 14,73        | 3.421     |
| Verbandsgemeinde Wonnegau | 90,95        | 21.813    |

(Einwohner am 31. Dezember 2023)

## Geschichte
Die bisherige Verbandsgemeinde Westhofen war 1972 im Rahmen der ersten rheinland-pfälzischen Verwaltungsreform entstanden. Zuvor galten im damaligen Regierungsbezirk Rheinhessen im Wesentlichen die aus der hessischen Zeit (1816 bis 1946) stammenden Verwaltungsstrukturen. Die Stadt Osthofen gehörte bisher keiner Verbandsgemeinde an.
Im September 2010 beschloss der Landtag Rheinland-Pfalz das „Erste Gesetz zur Kommunal- und Verwaltungsreform“ mit dem Ziel, Leistungsfähigkeit, Wettbewerbsfähigkeit und Verwaltungskraft der kommunalen Strukturen zu verbessern. Für Verbandsgemeinden wurde festgelegt, dass diese mindestens 12.000 Einwohner (Hauptwohnung am 30. Juni 2009) umfassen sollen, für verbandsfreie Gemeinden war die Einwohnerzahl auf 10.000 festgelegt worden. Die sogenannte Freiwilligkeitsphase endete am 30. Juni 2012.
Ursprünglich beschlossen die Räte der verbandsfreien Stadt Osthofen und der Verbandsgemeinde Eich im Mai 2011 einen Zusammenschluss der beiden Gebietskörperschaften, ein Bürgerbegehren verhinderte diese Fusion allerdings und schlug eine Fusion mit der Verbandsgemeinde Westhofen vor.
Im „Landesgesetz über die freiwillige Bildung der neuen Verbandsgemeinde Wonnegau“ vom 19. Dezember 2012 wurde festgelegt, dass die Verbandsgemeindeverwaltung Westhofen in der Zeit vom 1. Januar 2013 bis zum 3. Juni 2014 die Verwaltungsgeschäfte der verbandsfreien Stadt Osthofen in deren Namen und in deren Auftrag übernahm. Die Verbandsgemeinde hat seit dem 1. Juli 2014 ihren Sitz in Osthofen, eine zweite Verwaltungsstelle wurde in Westhofen eingerichtet.
Das Land gewährte der neuen Verbandsgemeinde aus Anlass ihrer freiwilligen Bildung eine einmalige einwohnerbezogene Zuweisung in Höhe von 787.920 Euro.

Lage der VG Eich
Lage von Osthofen
Lage der VG Westhofen

## Bevölkerungsentwicklung
Die Entwicklung der Einwohnerzahl bezogen auf das heutige Gebiet der Verbandsgemeinde Wonnegau; die Werte von 1871 bis 1987 beruhen auf Volkszählungen:
| Jahr | Einwohner |
| 1815 | 7.702     |
| 1835 | 12.541    |
| 1871 | 11.251    |
| 1905 | 12.832    |
| 1939 | 13.755    |
| 1950 | 16.576    |

| Jahr | Einwohner |
| 1961 | 15.986    |
| 1970 | 17.024    |
| 1987 | 17.095    |
| 1997 | 20.018    |
| 2005 | 20.673    |
| 2023 | 21.813    |

## Politik

### Verbandsgemeinderat
Der Verbandsgemeinderat Wonnegau besteht aus 36 ehrenamtlichen Ratsmitgliedern, die bei der Kommunalwahl am 9. Juni 2024 in einer personalisierten Verhältniswahl gewählt wurden, und dem hauptamtlichen Bürgermeister als Vorsitzendem.
Die Sitzverteilung im Verbandsgemeinderat:
| Wahl | SPD | CDU | Grüne | FDP | ÖDP | FWG | BV | Gesamt   |
| ---- | --- | --- | ----- | --- | --- | --- | -- | -------- |
| 2024 | 10  | 11  | 3     | 2   | 1   | 9   | –  | 36 Sitze |
| 2019 | 9   | 11  | 3     | 2   | 1   | 7   | 3  | 36 Sitze |
| 2014 | 11  | 13  | –     | 2   | 1   | 6   | 3  | 36 Sitze |

- FWG = Freie Wählergruppe Wonnegau
- BV = Bürgerverein Wonnegau e. V.

### Bürgermeister
Zum Bürgermeister der neuen Verbandsgemeinde wurde am 25. Mai 2014 Walter Wagner (CDU) mit 70,05 % direkt gewählt. Seine achtjährige Amtszeit begann am 1. Juli 2014. Bei der Direktwahl am 6. März 2022 wurde er mit einem Stimmenanteil von 54,6 % für weitere acht Jahre in seinem Amt bestätigt.

## Verkehr
Im April 1953 endete der Personenverkehr der Bahnstrecke Osthofen–Westhofen. Der Bahnverkehr auf der Bahnstrecke Gau Odernheim–Osthofen wurde spätestens 1992 eingestellt. Auch die Bahnstrecke Osthofen–Rheindürkheim–Guntersblum ist größtenteils stillgelegt.
Auf der Bahnstrecke Mainz–Mannheim findet ein Halbstundentakt der S-Bahn Rhein-Neckar statt.
Die VG Wonnegau ist im Osten an die Bundesstraße 9 angebunden und hat eine Zu- und Ausfahrt zur Bundesautobahn A61 an der Stelle Gundersheim.